# FK Atyrau
FK Atyrau (kazašsky Атырау Футбол Клубы) je kazašský fotbalový klub z města Atyrau, který byl založen v roce 1980 pod názvem Prikaspiec, avšak po roce zanikl. V roce 2000 byl vzkříšen jako Akžajyk Atyrau a později přejmenován na FK Atyrau. Letopočet založení (1980) je i v klubovém emblému. Svá domácí utkání hraje na stadionu Munajšy s kapacitou 8 660 míst.

## Úspěchy
- 1× vítěz kazašského fotbalového poháru (2009)[2]